# Lana Del Rey

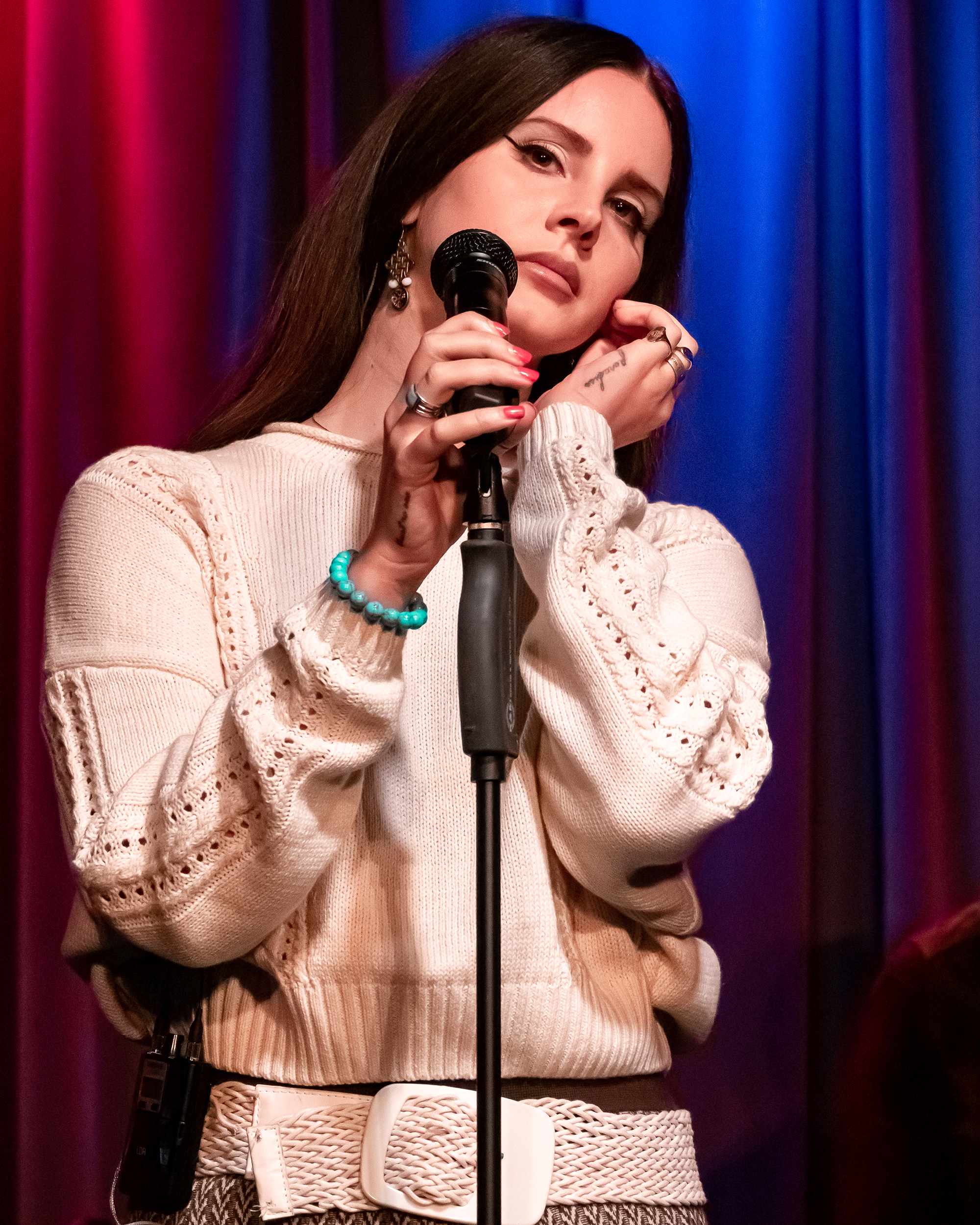
Lana Del Rey (2019)

Lana Del Rey (* 21. Juni 1985 in New York City als Elizabeth Woolridge Grant) ist eine US-amerikanische Sängerin und Songwriterin. Sie gilt wegen ihres melancholischen Stils und ihrer charakteristischen Stimme als eine der einflussreichsten Sängerinnen ihrer Generation.
Lana Del Reys Musik basiert auf einer Mischung aus Indie-Pop und Alternative, in die sie weitere Stilrichtungen einbringt. Ihre Musik wird oft als „Hollywood Sadcore“ bezeichnet, da sie in ihren Texten über Themen wie Liebe, Einsamkeit und den amerikanischen Traum singt. Im Stil bezieht sie sich auf Americana der 1950er und 1960er Jahre.
Del Rey begann ihre Karriere im Jahr 2007 unter dem Namen Lizzy Grant und veröffentlichte ihr erstes Album Lana Del Ray a.k.a. Lizzy Grant im Jahr 2010. Ihr internationaler Durchbruch kam mit dem Song Video Games (2011) und ihrem zweiten Studioalbum Born to Die, das eines der bestverkauften Alben des Jahres 2012 war. Seither veröffentlichte sie sieben weitere Alben und eine EP, die ebenfalls alle Top-Platzierungen in den Charts erreichten.

## Leben
Lana Del Rey wurde als Elizabeth Woolridge Grant in Manhattan geboren und wuchs in Lake Placid im Bundesstaat New York auf. In den späten 1990er Jahren war sie ein Fotomodell für Abercrombie & Fitch, zusammen mit Lindsay Lohan war sie auf Einkaufstaschen des Modelabels zu sehen. Ab ihrem 18. Lebensjahr war sie als Sozialarbeiterin in New Yorker Obdachlosenheimen und in Rehabilitationszentren für Alkoholiker und andere Drogensüchtige tätig. 2008 machte sie den Bachelor of Arts in Philosophie. Bis zu ihrem 23. Lebensjahr lebte sie in einem katholischen Umfeld; sie war Mitglied des Kirchenchors.
Lana Del Rey lebt in Los Angeles und steht beim Plattenlabel Universal unter Vertrag.
Von August 2011 bis Juni 2014 war sie mit dem schottischen Sänger Barrie-James O’Neill von der Band Kassidy liiert. Nach zwischenzeitlichen Beziehungen mit dem italienischen Fotografen Francesco Carrozzini und dem Polizisten und Reality-TV-Star Sean „Sticks“ Larkin war Del Rey mit dem Musiker und Sänger Clayton Johnson verlobt, von dem sie sich 2021 wieder trennte. Im März 2023 wurde bekannt, dass sie sich mit dem Musiker Evan Winiker verlobt hatte, jedoch wurde diese Verbindung wieder aufgelöst. Am 26. September 2024 heiratete sie den Sumpfbootkapitän und dreifachen Vater Jeremy Dufrene in Des Allemands, Louisiana.

## Musikalischer Werdegang

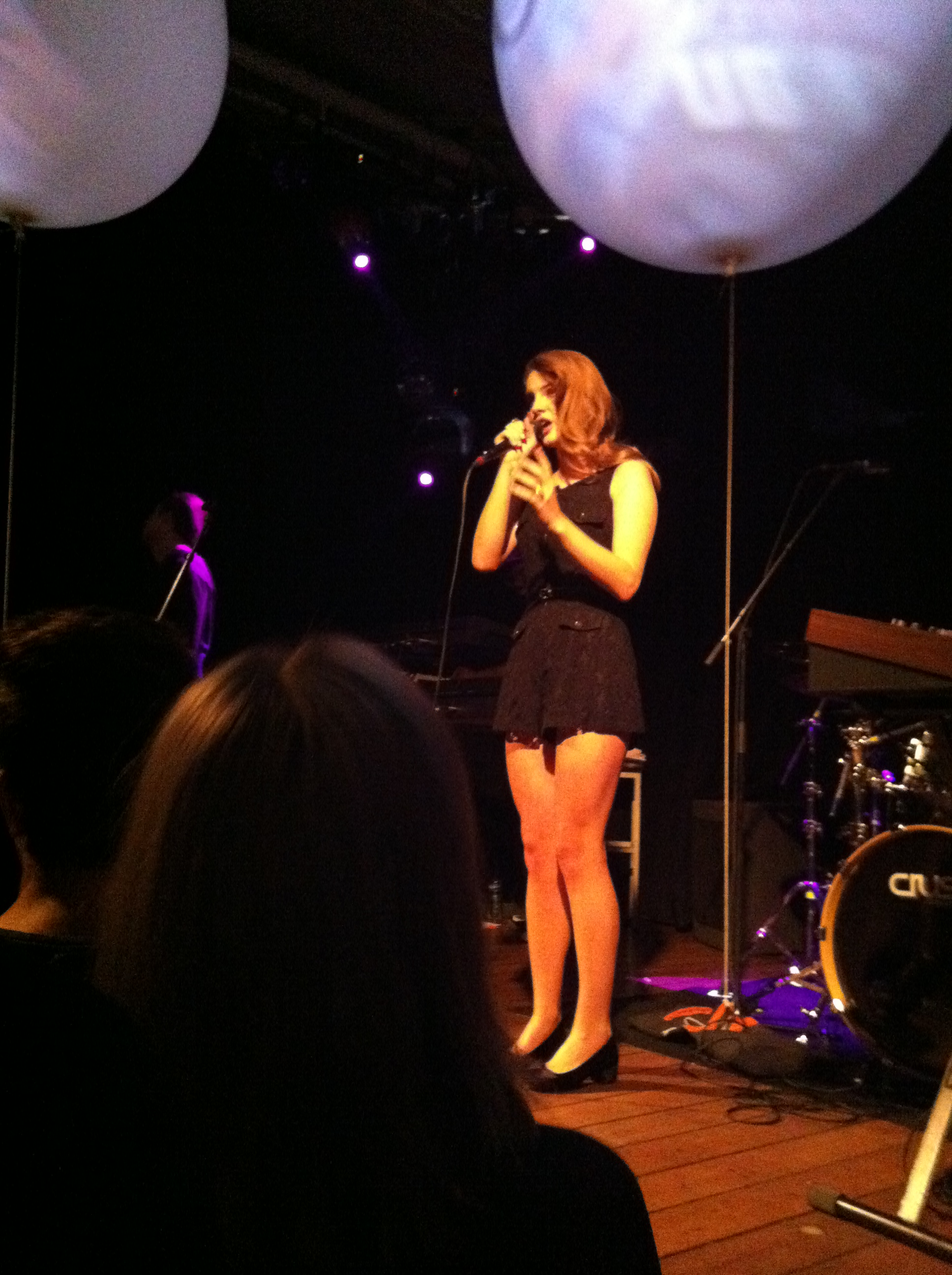
Lana Del Rey live im „Paradiso“ in Amsterdam (2011)

### 2003–2010: Beginn der Karriere
Im Alter von 17 Jahren begann sie ihre musikalische Karriere. Sie trat anfangs unter mehreren Pseudonymen mit Gitarre oder kleinem Ensemble in kleineren Clubs in Brooklyn und in der Lower East Side auf. Zwischen 2005 und 2006 nahm sie unter dem Pseudonym May Jailer das Album Sirens auf, das im Mai 2012 an die Öffentlichkeit gelangte. Im Jahr 2010 veröffentlichte sie unter dem Künstlernamen Lizzy Grant das Album Lana Del Ray a.k.a. Lizzy Grant.
Ihren heutigen Künstlernamen wählte sie nach dem Ort Delray Beach in Florida. Ihr Freund aus dieser Zeit stammte von dort und sie war häufig in Miami und in Kontakt mit spanischsprachigen kubanischen Freunden:

“I wanted a name I could shape the music towards […]. I was going to Miami quite a lot at the time, speaking a lot of Spanish with my friends from Cuba – Lana Del Rey reminded us of the glamour of the seaside. It sounded gorgeous coming off the tip of the tongue.”

### 2011–2013: Musikalischer Durchbruch mitBorn to Die
Vor ihrem Durchbruch war sie mit Mando Diao auf Tour gegangen. Sie war an den Aufnahmen des MTV-Unplugged-Albums Above and Beyond beteiligt, das im November 2010 veröffentlicht wurde.

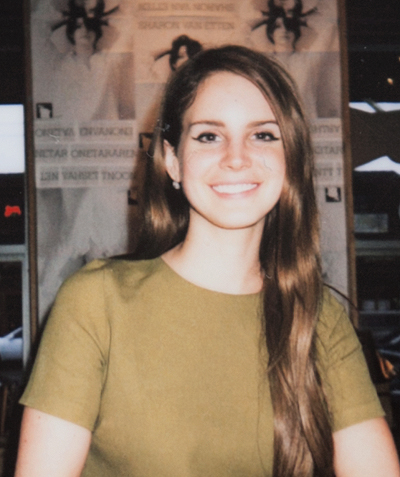
Lana Del Rey wirbt für ihr Album Born to Die in Seattle (2012)

Im Jahr darauf veröffentlichte sie ihren Titel Video Games. Bei YouTube erreichte er innerhalb eines Monats über eine Million Aufrufe. Mittlerweile wurde das Video mehr als 317 Millionen Mal angesehen (Stand: 29. März 2023). Zudem erreichte das Lied Platz eins der deutschen Singlecharts. Ihre ersten Auftritte mit dem neuen Album vor deutschem Publikum hatte Lana Del Rey in der am 12. November 2011 ausgestrahlten Folge der ARD-Sendung Inas Nacht sowie bei zwei ausverkauften Konzerten ebenfalls am 12. November 2011 in Köln und am 14. November 2011 in Berlin. In Frankreich, Österreich und der Schweiz kam das Lied auf Platz zwei, in vielen Ländern erhielt es Gold- und Platinauszeichnungen.
Das Album Born to Die erschien am 27. Januar 2012. Es erreichte unter anderem Platz eins der Charts in Deutschland, Österreich, der Schweiz und Großbritannien sowie Platz zwei in den Vereinigten Staaten. Das Video zur gleichnamigen Singleauskopplung wurde bereits im Dezember des Vorjahres veröffentlicht.
Als dritte Single erschien am 22. Juni 2012 in Deutschland der Song Summertime Sadness. Er erreichte die Top 5 in Deutschland und der Schweiz. Eine Veröffentlichung in den USA oder Großbritannien war nicht vorgesehen. In diesen Ländern wurde dafür National Anthem als Single veröffentlicht.
Das Album wurde unter dem Namen Born to Die – The Paradise Edition, auf dem acht neue Songs enthalten sind, am 16. November 2012 neu veröffentlicht. Im Zuge einer H&M-Kampagne veröffentlichte Lana Del Rey vorab den Song Blue Velvet, ein Cover des Songs von Bobby Vinton. Die Single erschien am 20. September 2012 und platzierte sich in den Charts, unter anderem in Großbritannien. Die erste Single aus der Neuauflage war der Song Ride, der am 25. September veröffentlicht wurde. Der Song Burning Desire wurde als Download bereitgestellt. Als weitere Single erschien der Titel Dark Paradise am 1. März 2013. Der Song Young & Beautiful, ein Teil des Soundtracks zum Film The Great Gatsby, erschien am 23. April 2013, das dazugehörige Video einen Tag davor. In den USA ist dies Del Reys erfolgreichste Single nach Video Games. Sie erreichte Platz 22 der Billboard Hot 100. Das Album Born to Die verkaufte sich weltweit mehr als fünf Millionen Mal und war auf dem fünften Platz der bestverkauften Alben des Jahres 2012.
Von April bis September 2013 war sie auf großer Europatournee. Die Paradise Tour für Europa begann am 3. April in Amnéville (Frankreich) und endete am 20. September 2013 in Istanbul. Im Verlauf der Tour trat sie Ende April 2013 auch in Berlin, Düsseldorf, Wien, Frankfurt und München auf. Im November 2013 schloss sie die Paradise Tour mit Auftritten in Lateinamerika ab.

### 2014–2015: Ultraviolence und Honeymoon

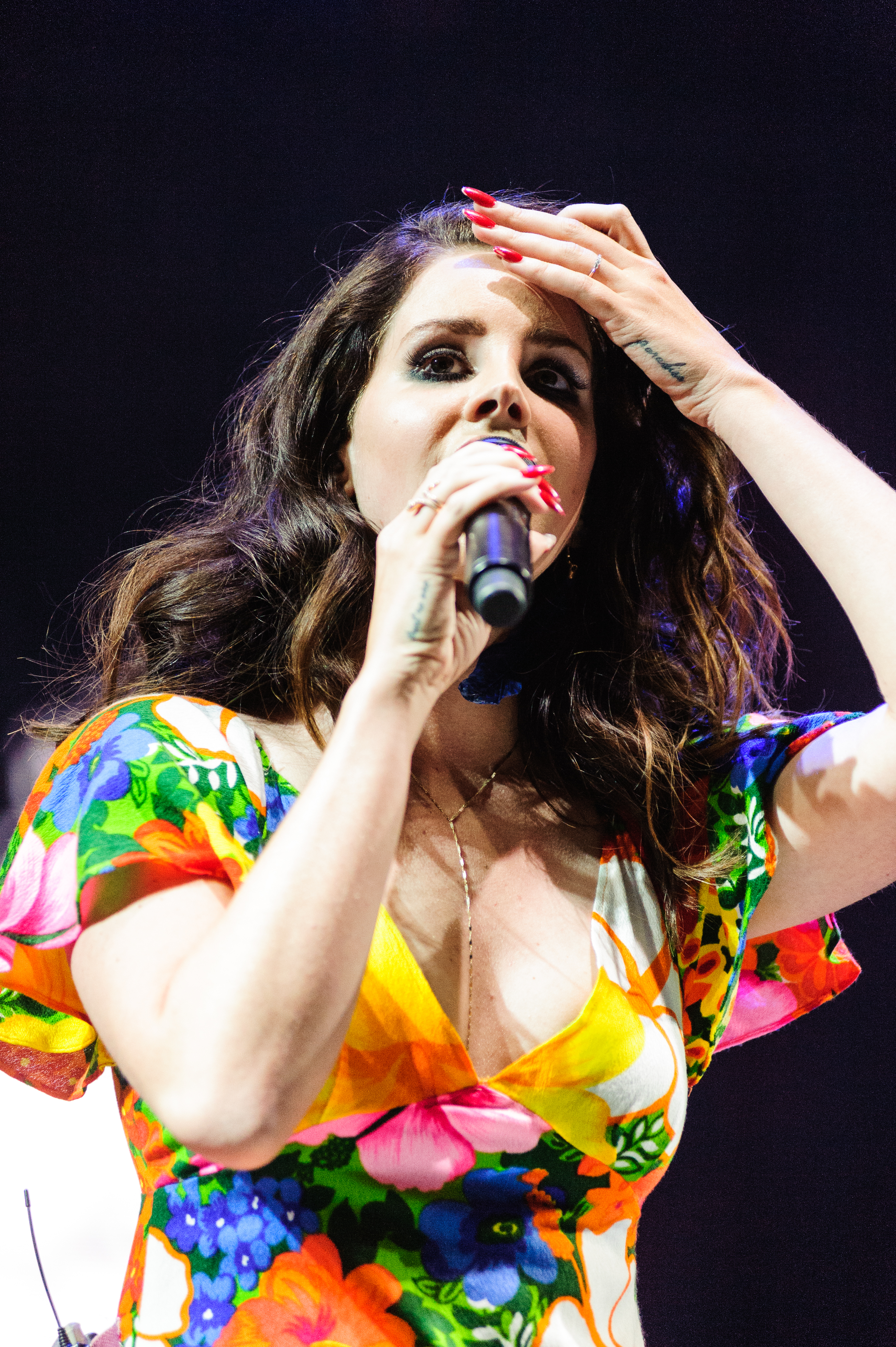
Lana Del Rey beim Coachella-Musikfestival in Indio (2014)

Die ersten Arbeiten an einem neuen Studioalbum nahm sie im Februar 2013 auf. Laut eigener Aussage solle dieses „etwas reduzierter“, aber immer noch „filmisch und düster“ werden.
Am 5. Dezember 2013 veröffentlichte Lana Del Rey den Kurzfilm Tropico. Bei der Premiere bestätigte sie den Titel des neuen Albums, das Ultraviolence heißt. Die erste Singleauskopplung West Coast wurde am 14. April 2014 veröffentlicht, als zweite Single wurde Shades of Cool am 26. Mai 2014 ausgekoppelt.
Für den Film Maleficent – Die dunkle Fee coverte sie den Song Once Upon a Dream.
Die dritte Singleauskopplung Ultraviolence folgte am 6. Juni 2014. Das Album erschien am 13. Juni 2014. Am 17. Juni 2014 folgte die bislang letzte Singleauskopplung Brooklyn Baby.
Lana Del Rey trug für den Film Big Eyes die Songs I Can Fly und Big Eyes bei. Big Eyes verschaffte ihr eine Nominierung für den besten Filmsong bei den Golden Globe Awards 2015.
Ende 2014 gab Lana Del Rey bekannt, an einem neuen Album zu arbeiten. Auf Konzerten ihrer Tour gab sie bekannt, dass dieses im September 2015 veröffentlicht werden solle und den Namen Honeymoon trägt. 2015 erstellte sie für ihr neues Album einen Instagram-Account, auf dem sie zeitweise Bilder und kleine Mitschnitte von der ersten, gleichnamigen Single, vor dessen Veröffentlichung zeigte. Der Song wurde am 14. Juli 2015 veröffentlicht. Als zweite Single wurde der Song High by the Beach am 10. August 2015 veröffentlicht. Nach Premiere des Videos bestätigte Lana Del Rey, dass das Album am 18. September 2015 veröffentlicht werde. Laut Lana Del Rey solle ihr neuestes Studioalbum stilistisch mehr in Richtung des zweiten Albums Born to Die als in Richtung des dritten Albums Ultraviolence gehen.

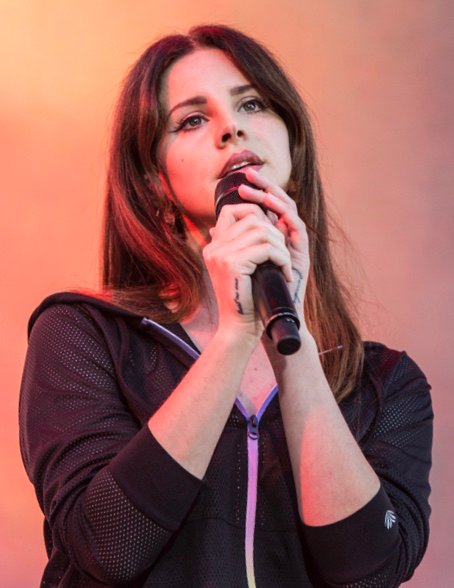
Lana Del Rey beim KROQ Weenie Roast Festival in Kalifornien (2017)

### 2017: Lust for Life
Am 18. Februar 2017 wurde die zuvor inoffiziell als Love angekündigte Single zunächst von Fans dann von Lana Del Rey veröffentlicht. Das zugehörige Video wurde von Rich Lee produziert. Mit Lust for Life erschien am 19. April 2017 die zweite Singleauskopplung aus dem gleichnamigen Album. Es handelt sich um eine gemeinsame Singleveröffentlichung mit The Weeknd. Am 14. Mai 2017 erschien mit Coachella – Woodstock in My Mind ein weiterer Song. Am 25. Mai 2017 gab Lana Del Rey auf Twitter bekannt, dass Lust for Life am 21. Juli 2017 veröffentlicht wird. Zuvor erschienen mit Groupie Love und Summer Bummer noch zwei weitere Singleauskopplungen. Am 14. September 2017 erschien die bisher letzte Single White Mustang.

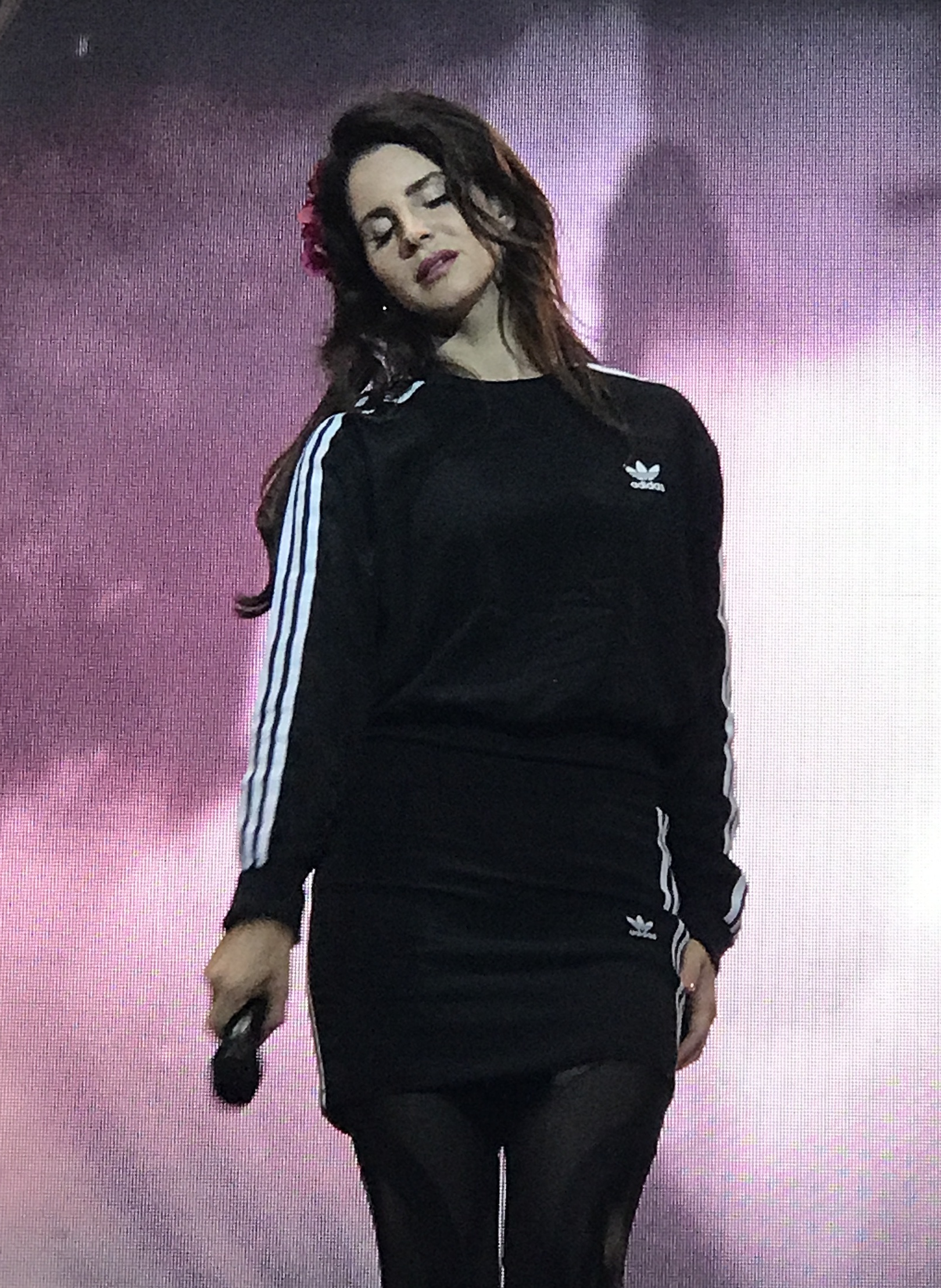
Lana Del Rey bei einer Performance auf dem Flow Festival in Helsinki (2017)

### 2018–2019: Norman Fucking Rockwell
Mit Mariners Apartment Complex erschien am 12. September 2018 die erste Singleauskopplung aus Del Reys kommendem sechsten Studioalbum. Vier Tage später erschien mit Venice Bitch die nächste Singleauskopplung. Am 9. Januar 2019 erschien mit Hope Is a Dangerous Thing for a Woman like Me to Have – but I Have It die dritte Vorab-Single aus dem kommenden Studioalbum. Lana Del Rey gab an, dass dieses neue Album Norman Fucking Rockwell heißen wird. Am 17. Mai 2019 veröffentlichte Del Rey eine Coverversion zu Sublimes Doin’ Time. Am Tag der Veröffentlichung feierte ebenfalls eine Dokumentation über die Band ihre Premiere auf dem Tribeca Film Festival. Die Single erreichte Platz 74 der Schweizer Hitparade und wurde zu Del Reys 17. Charterfolg als Interpretin in der Schweiz. Im Vereinigten Königreich erreichte die Coverversion Platz 75 und wurde dort zu Del Reys 22. Charthit. Am 22. August 2019 erschienen mit Fuck It, I Love You und The Greatest zwei weitere Singleauskopplungen, ehe am 29. August 2019 das Album erschien. Am 13. September 2019 veröffentlichte Del Rey zusammen mit Miley Cyrus und Ariana Grande die Single Don’t Call Me Angel. Hierbei handelt es sich um den offiziellen Soundtrack zu Charlie’s Angels.

### 2020–2021: Chemtrails over the Country Club
Am 16. Oktober 2020 veröffentlichte Del Rey mit Let Me Love You Like a Woman die erste Singleauskopplung aus ihrem kommenden siebten Studioalbum Chemtrails over the Country Club. Während die Single die deutschen und US-amerikanischen Charts verfehlte, gelangen Charterfolge in der Schweiz und dem Vereinigten Königreich. Mit Chemtrails over the Country Club erschien am 11. Januar 2021 das Titellied zum kommenden gleichnamigen Album. Wie ihr Vorgänger erreichte die Single Chartplatzierungen in der Schweiz und dem Vereinigten Königreich, in Deutschland und den Vereinigten Staaten verfehlte sie die offiziellen Singlecharts. Am 19. März 2021 erschien letztendlich nach einigen Verschiebungen mit Chemtrails over the Country Club das siebte Studioalbum Del Reys.

### 2021: Blue Banisters
Am 20. Mai 2021 veröffentlichte Del Rey vorab die drei Songs Blue Banisters, Text Book und Wildflower Wildfire aus ihrem angekündigten Album Blue Banisters.
Für die Band Bleachers von Jack Antonoff wirkte sie an den Songs Secret Life und Don’t Go Dark vom Album Take the Sadness Out of Saturday Night mit, das am 30. Juli 2021 veröffentlicht wurde.
Am 8. September 2021 folgte mit Arcadia die vierte Singleauskopplung aus dem Album Blue Banisters. Einen Monat später erschien schließlich das Album. Zunächst erschien es exklusiv beim Einzelhändler Sunrise Records and Entertainment in Kanada und den Vereinigten Staaten am 15. Oktober 2021, die reguläre Veröffentlichung erfolgte weltweit eine Woche später am 22. Oktober 2021.
Anfang 2022 wurde bekannt, dass Del Rey einen Titel für die Jugendfernsehserie Euphoria aufgenommen habe. Das Lied trägt den Titel Watercolor Eyes und erschien als Einzeltrack-Single am 21. Januar 2022.
Anfang Oktober gab Taylor Swift bekannt, dass Del Rey einen Gastbeitrag auf ihrem Album Midnights mit dem Titel Snow on the Beach haben wird, das am 21. Oktober 2022 erscheint.

### 2022–2023: Did You Know That There’s a Tunnel Under Ocean Blvd
Am 7. Dezember 2022 veröffentlichte Del Rey mit Did You Know That There’s a Tunnel Under Ocean Blvd die erste Vorab-Singleauskopplung vom gleichnamigen neunten Studioalbum. Am 14. Februar 2023 folgte mit A&W ebenfalls vorab die zweite Singleauskopplung. Nachdem mit The Grants noch eine Promo-Single am 14. März 2023 erschien, folgte am 24. März 2023 schließlich die Veröffentlichung des Albums Did You Know That There’s a Tunnel Under Ocean Blvd.
Am 27. Mai gab Del Rey beim MITA Festival in Rio de Janeiro zum ersten Mal wieder ein Konzert nach über drei Jahren Pause. Es war der Auftakt zu einer längeren Festival-Tour mit weiteren Stationen in Europa und Nordamerika. Die Einnahmen ihrer Herbst-Tour im Südosten der USA sollen komplett den Auftritts-Städten zugutekommen.
Im August 2023 gewährte Del Rey dem Deutschrapper Kontra K als erstem die Erlaubnis für ein Sampling von Summertime Sadness. Dieser veröffentlichte daraufhin die Single Summertime, bei der Del Rey durch das Sample als Gastsängerin aufgeführt wird. Das Stück avancierte zum Nummer-eins-Hit in Deutschland, dem zweiten Del Reys nach Video Games.
Für die Grammy Awards 2024 erhielt Del Rey fünf Nominierungen. Das Album Did You Know That There’s a Tunnel Under Ocean Blvd wurde in den Kategorien Album of the Year und Best Alternative Music Album nominiert, der Song A&W in den Kategorien Song of the Year und Best Alternative Music Performance, und ihre Performance von Candy Necklace mit Jon Batiste in der Kategorie Best Pop Duo/Group Performance.
Am 29. November 2023 trat Del Rey in Graceland bei der TV-Show Christmas at Graceland auf, in der sie in Andenken an Elvis Presley den Song Unchained Melody sang.

### 2024–2025: The Right Person Will Stay
Am 12. und 19. April 2024 trat Del Rey als Headliner beim Coachella Festival auf. An beiden Wochenenden stand sie mit verschiedenen Gastkünstlern auf der Bühne, darunter Jon Batiste, Jack Antonoff, Camila Cabello und Billie Eilish, mit der sie zusammen die Lieder Video Games und Ocean Eyes sang. Beim Stagecoach Festival am 26. April sang Del Rey bei einem Überraschungsauftritt gemeinsam mit dem Country-Musiker Paul Cauthen eine Coverversion des Klassikers Unchained Melody.
Am 3. Juli 2024 veröffentlichte Del Rey zusammen mit dem Rapper Quavo den Titel Tough, den sie bereits im Juni auf einem Konzert im Fenway Park in Boston gesungen hatten.
Im November 2024 kündigte Del Rey ihr zehntes Studioalbum mit dem Titel The Right Person Will Stay an, das 13 Tracks enthalten und am 21. Mai 2025 erscheinen soll. Außerdem kündigte sie für Ende Juni / Anfang Juli eine Stadion-Tour im Vereinigten Königreich und Irland mit den Stationen Cardiff, Glasgow, Liverpool, Dublin und London an. Am 25. April 2025 führte sie beim Country-Festival Stagecoach die zuvor veröffentlichten Singles Henry, Come On und Bluebird sowie drei weitere neue Songs Husband of Mine, Quiet in the South und 57.5 auf.

## Musikstil und Einflüsse
Lana Del Rey ist für ihre Mischung aus Pop, Rock und Hip-Hop bekannt; ihr Stil ist mit einer Vintage-Ästhetik verbunden. Ihre Musik wurde aufgrund ihrer melancholischen Themen und filmischen Klanglandschaften als „Hollywood Sadcore“ bezeichnet. Ihre Texte, in denen Themen wie Liebe, Verlust und Nostalgie häufig auftreten, erheben Anspruch auf literarische bzw. lyrische Qualität; Del Rey spielt bewusst auf die Gedichte von Walt Whitman und Sylvia Plath an.
Del Reys Musik ist stark von den 1950er und 1960er Jahren beeinflusst, insbesondere von den Klängen des klassischen Hollywood und dem goldenen Zeitalter der amerikanischen Popmusik. Neben ihren Retro-Einflüssen hat Del Rey auch zeitgenössische Künstler wie Eminem, Britney Spears, Bob Dylan, David Lynch, Elvis Presley und Nirvana als Inspirationen für ihre Musik genannt.

## Diskografie
Studioalben

| Jahr | Titel Musiklabel                                                                       | Höchstplatzierung, Gesamtwochen, AuszeichnungChartplatzierungen (Jahr, Titel, Musiklabel, Platzierungen, Wochen, Auszeichnungen, Anmerkungen) | Höchstplatzierung, Gesamtwochen, AuszeichnungChartplatzierungen (Jahr, Titel, Musiklabel, Platzierungen, Wochen, Auszeichnungen, Anmerkungen) | Höchstplatzierung, Gesamtwochen, AuszeichnungChartplatzierungen (Jahr, Titel, Musiklabel, Platzierungen, Wochen, Auszeichnungen, Anmerkungen) | Höchstplatzierung, Gesamtwochen, AuszeichnungChartplatzierungen (Jahr, Titel, Musiklabel, Platzierungen, Wochen, Auszeichnungen, Anmerkungen) | Höchstplatzierung, Gesamtwochen, AuszeichnungChartplatzierungen (Jahr, Titel, Musiklabel, Platzierungen, Wochen, Auszeichnungen, Anmerkungen) | Anmerkungen                                                  |
| Jahr | Titel Musiklabel                                                                       | DE | AT | CH | UK | US | Anmerkungen                                                  |
| ---- | -------------------------------------------------------------------------------------- | --- | --- | --- | --- | --- | ------------------------------------------------------------ |
| 2010 | Lana Del Ray a.k.a. Lizzy Grant 5 Points Records (Nudgie)                              | — | — | — | — | — | Erstveröffentlichung: 4. Januar 2010                         |
| 2012 | Born to Die Interscope Records • Polydor (UMG)                                         | DE1 ×9Neunfachgold · (… Wo.)DE | AT1 ×2Doppelplatin · (… Wo.)AT | CH1 ×2Doppelplatin · (… Wo.)CH | UK1 ×5Fünffachplatin · (… Wo.)UK | US2 ×5Fünffachplatin · (… Wo.)US | Erstveröffentlichung: 27. Januar 2012 Verkäufe: + 9.953.000  |
| 2014 | Ultraviolence Interscope Records • Polydor (UMG)                                       | DE3 Gold · (24 Wo.)DE | AT5 Gold · (13 Wo.)AT | CH2 (21 Wo.)CH | UK1 Platin · (29 Wo.)UK | US1 Platin · (55 Wo.)US | Erstveröffentlichung: 13. Juni 2014 Verkäufe: + 2.002.000    |
| 2015 | Honeymoon Interscope Records • Polydor (UMG)                                           | DE4 Gold · (8 Wo.)DE | AT4 (6 Wo.)AT | CH3 (12 Wo.)CH | UK2 Gold · (16 Wo.)UK | US2 Gold · (17 Wo.)US | Erstveröffentlichung: 18. September 2015 Verkäufe: + 997.500 |
| 2017 | Lust for Life Interscope Records • Polydor (UMG)                                       | DE8 (11 Wo.)DE | AT5 (7 Wo.)AT | CH2 (10 Wo.)CH | UK1 Gold · (13 Wo.)UK | US1 Gold · (22 Wo.)US | Erstveröffentlichung: 21. Juli 2017 Verkäufe: + 905.000      |
| 2019 | Norman Fucking Rockwell! Interscope Records • Polydor (UMG)                            | DE5 (12 Wo.)DE | AT7 (8 Wo.)AT | CH1 (16 Wo.)CH | UK1 Platin · (32 Wo.)UK | US3 Platin · (29 Wo.)US | Erstveröffentlichung: 30. August 2019 Verkäufe: + 1.705.000  |
| 2021 | Chemtrails over the Country Club Interscope Records • Polydor (UMG)                    | DE3 (7 Wo.)DE | AT4 (5 Wo.)AT | CH1 (10 Wo.)CH | UK1 Gold · (7 Wo.)UK | US2 (5 Wo.)US | Erstveröffentlichung: 19. März 2021 Verkäufe: + 230.000      |
| 2021 | Blue Banisters Interscope Records • Polydor (UMG)                                      | DE6 (3 Wo.)DE | AT8 (3 Wo.)AT | CH6 (5 Wo.)CH | UK2 Gold · (4 Wo.)UK | US8 (5 Wo.)US | Erstveröffentlichung: 15. Oktober 2021 Verkäufe: + 180.000   |
| 2023 | Did You Know That There’s a Tunnel Under Ocean Blvd Interscope Records • Polydor (UMG) | DE3 (17 Wo.)DE | AT4 (7 Wo.)AT | CH4 (9 Wo.)CH | UK1 Gold · (25 Wo.)UK | US3 (40 Wo.)US | Erstveröffentlichung: 24. März 2023 Verkäufe: + 410.500      |

## Filmografie
- 2010: Poolside (Kurzfilm)[86]

## Auszeichnungen
- BRIT Awards

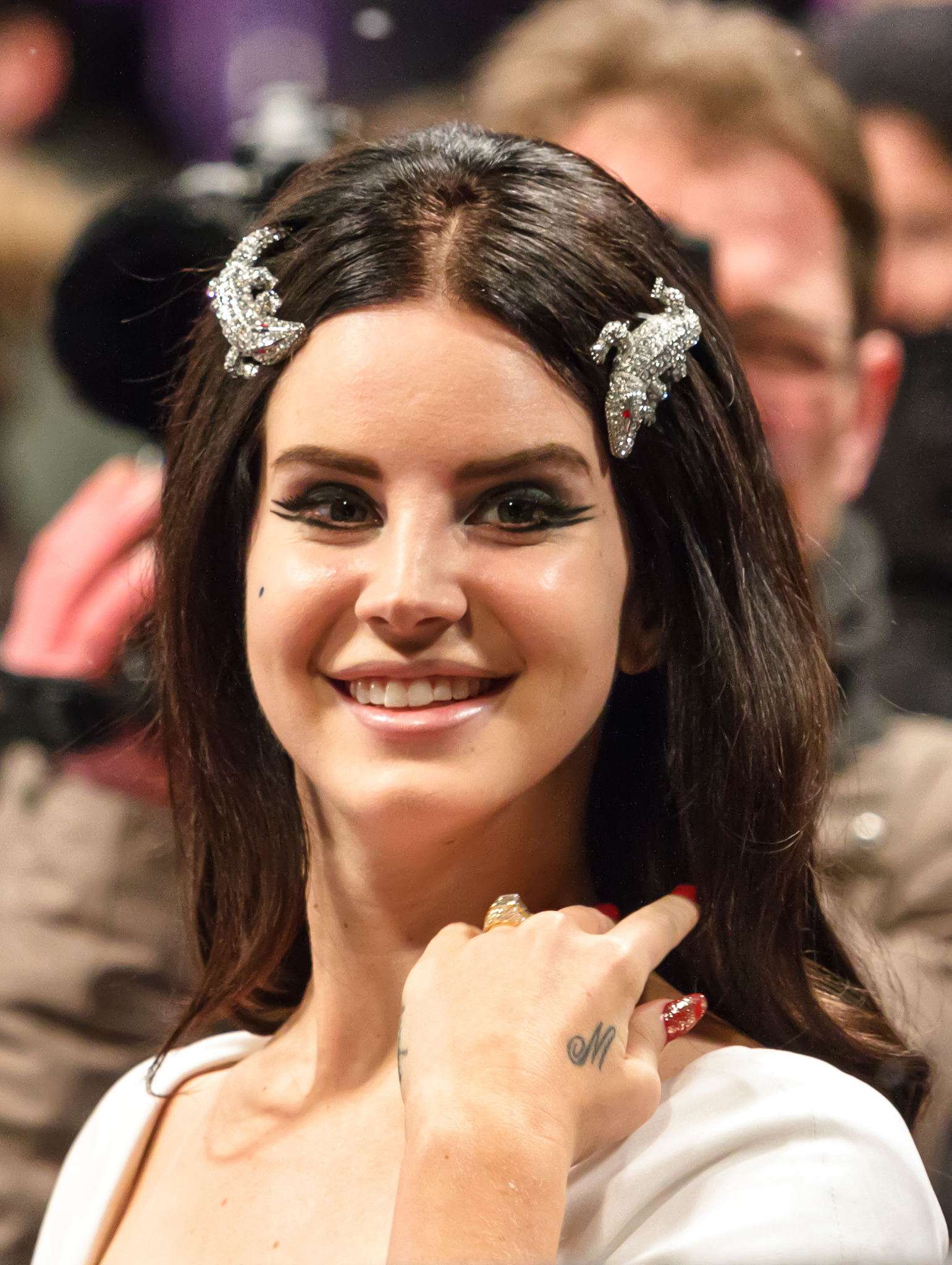
Lana Del Rey bei der Echoverleihung 2013

  - 2012: in der Kategorie International Breakthrough Act
  - 2013: in der Kategorie International Female Solo Artist
  - 2016: in der Kategorie International Female Solo Artist
- Echo Pop
  - 2013: in der Kategorie Künstlerin International Rock/Pop
  - 2013: in der Kategorie Newcomer des Jahres (international)
- MTV Europe Music Awards
  - 2012: in der Kategorie Best Alternative-Act
  - 2015: in der Kategorie Best Alternative-Act
  - 2023: in der Kategorie Best Alternative
- MTV Video Music Awards
  - 2023: in der Kategorie Best Alternative für Candy Necklace[87]
- Variety’s Hitmakers
  - 2021: Decade Award[1]
- Billboard Women in Music
  - 2015: Trailblazer Award[88]
  - 2023: Visionary Award[89]
- Ivor Novello Award
  - 2024: Special International Award[90]
- NMPA
  - 2024: NMPA Songwriter Icon Award[91]

Zu einer Auflistung aller Plattenauszeichnungen siehe Lana Del Rey/Auszeichnungen für Musikverkäufe.

## Veröffentlichungen
- Lana Del Rey: Violet Bent Backwards Over the Grass. Simon + Schuster, 2020, ISBN 978-1-4711-9966-0.